# Gonzalo Lo Moro
Gonzalo Raúl Lo Moro Benassi es un deportista argentino que compite en piragüismo en la modalidad de aguas tranquilas. Ganó dos medallas en los Juegos Panamericanos de 2023, oro en K4 500 m y plata en K2 500 m.

## Palmarés internacional
| Juegos Panamericanos | Juegos Panamericanos | Juegos Panamericanos | Juegos Panamericanos |
| Año                  | Lugar                | Medalla              | Competición          |
| -------------------- | -------------------- | -------------------- | -------------------- |
| 2023                 | Santiago (Chile)     | Medalla de oro       | K4 500 m             |
| 2023                 | Santiago (Chile)     | Medalla de plata     | K2 500 m             |